# Christopher Grotheer
Christopher Grotheer (Wernigerode, 31 de julio de 1992) es un deportista alemán que compite en skeleton.
Participó en dos Juegos Olímpicos de Invierno, obteniendo una medalla de oro en Pekín 2022 y el octavo lugar en Pyeongchang 2018.
Ganó nueve medallas en el Campeonato Mundial de Skeleton entre los años 2015 y 2024, y dos medallas en el Campeonato Europeo de Skeleton, en los años 2022 y 2023.

## Palmarés internacional
| Juegos Olímpicos   | Juegos Olímpicos      | Juegos Olímpicos  | Juegos Olímpicos |
| Año                | Lugar                 | Medalla           | Prueba           |
| ------------------ | --------------------- | ----------------- | ---------------- |
| 2022               | Pekín (China)         | Medalla de oro    | Individual       |
| Campeonato Mundial |                       |                   |                  |
| Año                | Lugar                 | Medalla           | Prueba           |
| 2015               | Winterberg (Alemania) | Medalla de plata  | Equipo mixto     |
| 2017               | Königssee (Alemania)  | Medalla de plata  | Equipo mixto     |
| 2019               | Königssee (Canadá)    | Medalla de oro    | Equipo mixto     |
| 2020               | Altenberg (Alemania)  | Medalla de oro    | Individual       |
| 2021               | Altenberg (Alemania)  | Medalla de oro    | Individual       |
| 2021               | Altenberg (Alemania)  | Medalla de oro    | Equipo mixto     |
| 2023               | Sankt Moritz (Suiza)  | Medalla de oro    | Equipo mixto     |
| 2024               | Winterberg (Alemania) | Medalla de oro    | Individual       |
| 2024               | Winterberg (Alemania) | Medalla de oro    | Equipo mixto     |
| Campeonato Europeo |                       |                   |                  |
| Año                | Lugar                 | Medalla           | Prueba           |
| 2022               | Sankt Moritz (Suiza)  | Medalla de bronce | Individual       |
| 2023               | Altenberg (Alemania)  | Medalla de plata  | Individual       |